# ジョニー・ムルタ
ジョニー・ムルタ（Johnny Murtagh、1970年5月14日 - ）は、アイルランドの元騎手で現在は調教師。父のジョン・ムルタも元騎手。
発音の関係でジョン・ムルタと呼ばれることも多い。香港における名前の中文表記は莫狄。

## 人物
エイダン・オブライエン厩舎のスーパー・サブとしての代打騎乗も多く、その期待に応えることも多い。2008年からは、キーレン・ファロンが18か月の騎乗停止になったこともあり、オブライエン厩舎の主戦騎手となる。

## 来歴
キルダーレの騎手養成学校に入学し、その後騎手となる。1989年、ジョン・オックス厩舎の見習騎手となり、同年のアイルランドの最優秀見習い騎手となる。
1992年に第1回ヤングジョッキーズワールドチャンピオンシップで来日し、初戦のオープニングカップには重量オーバーで騎乗できなかったものの、第3戦のセレブレイションカップに優勝し、総合では3位に入る（この時の優勝はランフランコ・デットーリ騎手）。
1995年と翌1996年にはアイルランドのリーディングジョッキーに輝く。
1999年、JRAの短期免許を取得する。95戦4勝の成績であった。
2000年にはシンダーでダービーステークス、凱旋門賞に勝利した。
2011年、第25回ワールドスーパージョッキーズシリーズにおいて48ポイント（7着・3着・5着・1着）を獲得し、優勝。
2013年、調教師免許を取得し、騎手と兼任する。
2014年、騎手を引退し、調教師に専念する。

## 主な騎乗馬
- シンダー（1999年 ナショナルステークス 2000年 エプソムダービー、アイリッシュダービー、凱旋門賞）
- ペトルーシュカ（2000年 アイリッシュオークス、 ヨークシャーオークス、オペラ賞）
- ロックオブジブラルタル（2002年 2000ギニー）
- ハイシャパラル（2002年 エプソムダービー）
- アラムシャー（2003年 アイリッシュダービー、キングジョージ6世&クイーンエリザベスステークス）
- モティヴェーター（2005年 エプソムダービー）
- ディラントーマス（2007年 キングジョージ6世&クイーンエリザベスステークス）
- デュークオブマーマレード（2008年 ガネー賞、タタソールズゴールドカップ、プリンスオブウェールズステークス、キングジョージ6世&クイーンエリザベスステークス、インターナショナルステークス）
- ソルジャーオブフォーチュン（2008年 コロネーションカップ）
- ヘンリーザナビゲーター（2008年 2000ギニー、アイリッシュ2000ギニー、セントジェームズパレスステークス、サセックスステークス）
- イェーツ（2008年 アスコットゴールドカップ、ロワイヤルオーク賞 2009年 アスコットゴールドカップ）
- マスタークラフツマン（2008年 フェニックスステークス、ナショナルステークス 2009年 アイリッシュ2000ギニー、セントジェームズパレスステークス）
- フェイムアンドグローリー（2008年 クリテリウムドサンクルー 2009年 アイリッシュダービー）
- アゲイン（2009年 アイリッシュ1000ギニー）
- ダンシングレイン（2011年エプソムオークス）
- ライトニングパール（2011年 チェヴァリーパークステークス）